# Carleton University
Carleton University is een publieke universiteit in Ottawa, Canada. De universiteit werd in 1942 opgericht als een private instelling voor de opleiding van oorlogsveteranen. Middels The Carleton University Act, wetgeving uit 1952, werd het een overheidsinstelling. Het is tegenwoordig een van de drie universiteiten gevestigd in de Canadese hoofdstad. De grootste van deze drie is de University of Ottawa.
Carleton University is genoemd naar de historische county Carleton County, waar Ottawa deel van uitmaakte. Dit bestuursgebied was op zijn beurt genoemd naar Guy Carleton, een Brits militair en kolonisator. De campus ten zuiden van het stadscentrum, is omzoomd door de Rideau-river in het zuiden en het Rideau Canal in het westen en noorden.